# Marie-Clémence Andriamonta-Paes
Marie Clémence Andriamonta-Paes, también conocida como Marie-Clémence Paes, es una directora, guionista y productora de cine nacida en Madagascar. Está casada con el también cineasta César Paes.

## Actividad profesional
Obtuvo una Maestría en Sociología y se diplomó en Comercialización y Publicidad en CELSA, la Escuela de Altos Estudios en Ciencias de la Información y de la Comunicación perteneciente a la Universidad de la Sorbona. En 1988 fundó la productora y distribuidora independiente Laterit Productions, cuya actividad está centrada en el entendimiento intercultural.

## Filmografía
Productora
- Fahavalo, Madagascar 1947  (Documental, 2018)
- De la Sakay à la Carapa (Documental, 2016)
- Songs for Madagascar (Documental, 2016)
- Ady Gasy (Documental, coproductora, 2014)
- L'opéra du bout du monde (Documental, productora ejecutiva, 2012)
- Batuque, l'âme d'un peuple (Documental, 2006)
- Le sifflet (cortometraje, 2005)
- Mahaleo (Documental, 2005)
- Saudade do Futuro (Documental, 2005)
- Aux guerriers du silence (Documental, 1992)
- Angano... Angano...  (Documental, 1989)

Guionista
- Fahavalo, Madagascar 1947  (Documental, 2018)
- L'opéra du bout du monde (Documental, 2012)
- Saudade do Futuro (Documental, 2005)
- Aux guerriers du silence (Documental, 1992)
- Angano... Angano...  (Documental, 1989)

Directora
- Fahavalo, Madagascar 1947  (Documental, 2018)
- L'opéra du bout du monde (Documental, 2012)
- Batuque, l'âme d'un peuple (Documental, 2006)
- Angano... Angano...  (Documental, 1989)

Gerente de producción
- Batuque, l'âme d'un peuple (Documental, 2006)

## Premios y nominaciones
Premios Academia de Bibliotecarios  (Libraries Award) 1989
- Marie-Clémence Paes premiada en conjunto con Cesar Paes por Angano... Angano...

Festival de Cine del Mundo de Montreal (Montréal World Film Festival), 2018
- Fahavalo, Madagascar 1947  nominada al Premio al Mejor Documental

Festival de Cine Visiones de África (Vues d'Afrique Film Festival) 2018
- Angano... Angano...  ganadora de una Mención Especial en la sección Documentales internacionales.

Festival de Cine de Cartago 2018
- Fahavalo, Madagascar 1947 ganadora del Premio al Mejor Documental